# Oddworld
Oddworld é uma série de jogos eletrônicos que apresenta aos jogadores o universo de Oddworld, criado pelos desenvolvedores da Oddworld Inhabitants sob a direção de Lorne Lanning.
Nos jogos da série, a tranquilidade e a beleza natural de Oddworld estão em constante ameaça pelas ambições de indústrias e corporações. Oddworld possui sete vezes o tamanho da Terra, segundo os jogos da série. O continente principal é Mudos.

## Jogos da série

### Oddworld: Abe's Oddysee
Foi lançado em 1997 para PlayStation e PC. Foi desenvolvido pela Oddworld Inhabitants e distribuído pela GT Interactive. É o primeiro jogo dessa série de cinco partes

### Oddworld: Abe's Exoddus
Foi lançado em 1998 para PlayStation e PC Foi desenvolvido pela Oddworld Inhabitants e distribuído pela GT Interactive. É a sequencia de Oddysee, porém é um jogo bõnus, ou seja, não conta como uma das cinco partes.

### Oddworld Adventures
Foi lançado em 1998 para Game Boy. Foi desenvolvido pela Saffire e distribuído pela GT Interactive. Versão portátil de Oddysee.

### Oddworld Adventures 2
Foi lançado em 2000 para Game Boy Color. Foi desenvolvido pela Saffire e distribuído pela GT Interactive. Versão portátil de Exoddus.

### Oddworld: Munch's Oddysee
Foi lançado em 2001 para Xbox e PC e em 2003 para Game Boy Advance. Foi desenvolvido pela Oddworld Inhabitants e Art Co. (GBA) e distribuído pela Microsoft Game Studios e THQ (GBA). É o segundo jogo da quintologia.

### Oddworld: Stranger's Wrath
Foi lançado em 2005 para Xbox e PC. Foi desenvolvido pela Oddworld Inhabitants e distribuído pela Eletronic Arts. É um jogo que mistura tiro em primeira pessoa com plataforma.
Em 2011, o título ganhou uma versão em alta definição para PlayStation 3, através da Playstation Network. O game chegou em 2012 no PC e PlayStation Vita.

### The Oddbox
Coletânea lançada em 2010 para a loja virtual Steam que contém os 4 primeiros jogos da série. Posteriormente, a coletânea também foi lançada na PSN, rede online do PlayStation 3.

## Jogos cancelados

### SligStorm
Conta a história de um Slig (uma das raças do jogo) que nasceu num complexo e deve fugir.

### Oddworld: Munch's Exoddus
Esperava-se que o jogo continuasse a história que Munch's Oddysee começou.

### Oddworld: Squeek's Oddysee
Terceiro jogo da série.

### Oddworld: The Hand of Odd
Jogo de estratégia em tempo real totalmente online.

### The Brutal Ballad of Fangus Klot
Jogo para adultos.

## Jogos futuros
O cofundador da Maxis, Jeff Braun, disse na Universidade do Canadá que estão produzindo um novo Oddworld, e que este terá qualidade gráfica de filmes de cinema.
A Just Add Water está produzindo atualmente uma versão em HD de Abe's Oddysee, mas ainda não há data de lançamento.

## Prêmios
A série Oddworld recebeu mais de 100 prêmios, sendo que 24 deles foram concebidos pela Academy of Interactive Arts and Sciences. Abe's Exoddus, segundo jogo da série, foi o primeiro jogo eletrônico a receber uma indicação aos Academy Awards, a maior premiação do cinema.